# Homadaula albizziae
Espèce
Synonymes
- Homadaula anisocentra Meyrick, 1922

Homadaula albizziae, la Tisseuse du mimosa, est une espèce d'insectes lépidoptères de la famille des Galacticidae, originaire de Chine et introduite en Amérique du Nord.
Homadaula albizziae est un petit papillon nocturne dont les chenilles parasitent notamment le Mimosa de Constantinople (Albizia julibrissin) et le Févier épineux (Gleditsia triacanthos). Les chenilles se nourrissent des jeunes feuilles qu'elles « squelettisent » et enveloppent dans une toile de fil de soie tout en continuant à s'alimenter à l'intérieur de l'abri ainsi constitué. Les arbres peuvent être totalement défoliés.    
Cette espèce a été introduite dans les années 1940 aux États-Unis, où elle est considérée comme un ravageur des plantes ornementales. 